# اچ‌دی ۳۲۴۰
اچ‌دی ۳۲۴۰ یک ستاره است که در صورت فلکی ذات‌الکرسی قرار دارد.